# Diede Lemey
Diede Lemey, née le 7 octobre 1996 à Tielt en Belgique, est une footballeuse internationale belge qui joue au poste de gardienne de but au FC Twente.

## Biographie
Le 20 juin 2022, elle est sélectionnée par Ives Serneels pour disputer l'Euro 2022.
Le 5 juillet 2022, elle signe au Fortuna Sittard, club d'Eredivisie nouvellement créé .
Le 6 février 2023, la Belge est sélectionnée par Ives Serneels pour disputer la Arnold Clark Cup 2023. Cette dernière étant un tournoi de football féminin sur invitation organisé par la Fédération anglaise de football.

## Palmarès
- Vainqueur de la Coupe de Belgique en 2013
- Finaliste de la Coupe de Belgique en 2016 et en 2017

 Équipe de Belgique
- Pinatar Cup (1) :
  - Vainqueur : 2022.